# Пламен Петров (самбо)
Вижте пояснителната страница за други личности с името Пламен Петров.
Пламен Милчев Петров е национален състезател и треньор по самбо от Видин, България.
Още като ученик започва да тренира самбо в новооткрития (1973) клуб по самбо в града и в републиканския шампионат за мъже печели първия медал за клубния отбор през 1974 г..
Завършва Висшия институт по физкултура, София през 1980 г. После е треньор във Видин и старши треньор на националния отбор по самбо на България в периода от 1988 до 1993 г. Старши треньор е на отбора по самбо на СК „Бдин“, Видин и в неговия продължител СК „Борба, самбо, джудо“, Видин.
Награден е с почетните звания „заслужил треньор“ и „майстор на спорта“. Удостоен е със званието „Почетен гражданин на Видин“ през 2013 г.
Под негово ръководство са израснали състезателите:
- Васил Соколов – 2-кратен световен шампион (Милано, 1987; Ню Джърси, 1989) и европейски шампион (Ийст Хановер, 1989)
- Ивайло Тодоров – световен шампион (Монреал, 1991)
- Бисер Николов – световен шампион (Милано, 1987)
- Сашо Янев – световен шампион (Солун, 2005)
- Габриела Кирилова – европейска шампионка (Албена, 2003)
- Глория Василева - европейска шампионка
- Тамара Панталеева – европейска шампионка (Букурещ, 2012)
- Цветелина Цветанова – 4-кратна световна шампионка (Рига, 2011; София, 2012; Солун, 1013; Сеул, 2014) и 3-кратна европейска шампионка (Букурещ, 2012; Талин, 2012; Касерес, 2014)